# God's Great Banana Skin
God's Great Banana Skin è il dodicesimo album in studio del musicista britannico Chris Rea, pubblicato nel 1992.

## Tracce
1. Nothing to Fear – 9:10
2. Miles Is a Cigarette – 4:15
3. God's Great Banana Skin – 5:15
4. 90's Blues – 5:10
5. Too Much Pride – 4:25
6. Boom Boom – 5:10
7. I Ain't the Fool – 4:00
8. There She Goes – 4:35
9. I'm Ready – 4:50
10. Black Dog – 4:10
11. Soft Top, Hard Shoulder – 4:30